# Théâtre du Prince-Régent
Pour l’article homonyme, voir Théâtre du Prince-Régent (Ludwigshafen).

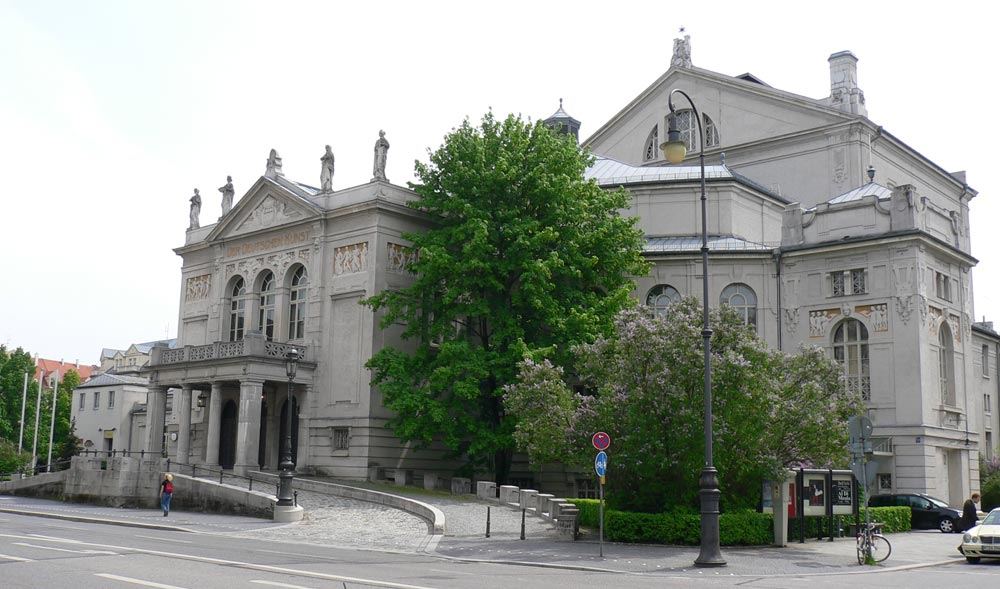
Le théâtre du Prince-Régent, sur la Prinzregentenstraße à Munich

Le théâtre du Prince-Régent (Prinzregententheater) est un théâtre dramatique et lyrique de Munich ouvert le 21 août 1901. Il est situé sur la Prinzregentenstraße et doit son nom au prince Luitpold, prince-régent du royaume de Bavière de 1886 à 1902.
Souhaitée par l’acteur et régisseur Ernst von Possart, la salle a été construite par l’architecte Max Littmann et était originellement dédiée à la représentation des opéras de Richard Wagner, à proximité de l’endroit choisi plusieurs décennies plus tôt pour un projet similaire du roi Louis II. Son architecture s’inspire du palais des festivals de Bayreuth, conçu par Wagner : l'essentiel de l'espace est occupé par un vaste amphithéâtre ; seules quelques loges subsistent au fond de la salle.
Après la destruction du Théâtre national pendant la Seconde Guerre mondiale, le théâtre du Prince-Régent a été affecté à l’opéra national de Bavière de 1944 à 1963. Après le départ de l'Opéra, la salle est laissée à l'abandon ; une longue campagne de conviction et de collecte de fonds est nécessaire pour que soit lancée une rénovation, achevée en 1988, qui laisse de côté les installations scéniques. Ces dernières sont reconstruites ultérieurement, en 1995/1996. Il est aujourd'hui utilisé à tour de rôle par les différentes institutions musicales de Munich ainsi que par des producteurs privés, essentiellement pour de l'opéra, de la danse et des concerts classiques. Entre 1990 et 1992, la salle sert de repli au Théâtre national de Bavière pendant la construction d'un nouveau théâtre à côté de l'Opéra ; de 2012 à 2016, il est l'un des lieux utilisés par le Staatstheater am Gärtnerplatz, la seconde scène lyrique de Munich, pendant la rénovation de son théâtre habituel.
Le bâtiment est adjacent à l'Académie de théâtre de Bavière, fondée par le metteur en scène August Everding (de), qui forme notamment des acteurs et des metteurs en scène ; l'Académie utilise parfois la grande salle, mais elle dispose aussi d'un petit théâtre (Akademietheater).
Il est héberge chaque année en mai la cérémonie de remise du Prix Ernst-von-Siemens, parfois considéré comme le Prix Nobel de musique.